# Then ogudachtige säger så
Then ogudachtige säger så är en psalm i sex verser, i 1695 års psalmbok som utgår från Psaltaren 14.Den 14:e av konung Davids psalmer. "En klagan öfwer menniskions förderfwada natur." (Högmarck, L., Psalmopoeographia, 1736, s 17) Den tyska originaltexten Es spricht der Unweisen Mund av Martin Luther.
Melodin används enligt 1697 års koralbok också till psalmen Den som vill en kristen heta (nr 2).

## Publicerad i
- 1695 års psalmbok som nr 34 under rubriken "Konung Davids Psalmer".